# دائره البونی
دائره البونی (به عربی: دائرة البوني) یک ناحیه در الجزایر است که در استان عنابه واقع شده‌است.
 دائره البونی ۹۳ کیلومتر مربع مساحت و ۱۲۵٬۲۶۵ نفر جمعیت دارد.